# 武藤茂樹
武藤 茂樹（むとう しげき、1961年〈昭和36年〉12月19日 - ）は、日本の航空自衛官。最終階級は空将。防衛大学校教授、初代南西航空方面隊司令官、第46代航空総隊司令官を歴任した。防大28期。

## 経歴
群馬県出身。1984年、防衛大学校卒業。
1999年1月、2等空佐昇任。
2003年7月、1等空佐昇任。同年8月、航空幕僚監部防衛部装備体系課装備体系第1班長。20068月、航空幕僚監部防衛部防衛課防衛調整官。2007年7月、統合幕僚監部運用部運用第1課長。
2009年7月、空将補昇任、航空幕僚監部防衛部。2010年7月、第2航空団司令。2011年7月、防衛大学校防衛学教育学群長、防衛大学校教授兼任。2013年8月、航空幕僚監部人事教育部長。
2015年3月、空将昇任、統合幕僚監部運用部長。2016年12月、南西航空混成団司令。2017年3月、南西航空方面隊司令官。同年12月、航空総隊副司令官。
2018年8月1日、航空総隊司令官。2019年8月22日、退官。

## 栄典
- レジオン・オブ・メリット（2021年7月27日）[2]

## 出演
- BSフジ プライムニュース
  - 2023年3月23日（木）『戦闘機供与で戦況は？　元空自パイロット分析　航空戦力増強に露は？』[3]
  - 2023年4月13日（木）『中国軍演習を徹底分析　台湾侵攻の戦術と戦略　空母「山東」の戦力は』[3]
  - 2023年5月25日（木）『松田駐ウ大使に生直撃　大統領来日の㊙︎舞台裏　▽戦闘機供与で戦況は』[3]